# Suhor pri Dolenjskih Toplicah
Suhor pri Dolenjskih Toplicah  (deutsch Suchor) ist eine Siedlung in der slowenischen Gemeinde Dolenjske Toplice im Südosten des Landes. Die Gegend ist Teil der historischen Region Unterkrain und gehört heute zur Region Jugovzhodna Slovenija (Südost-Slowenien). 
Das Dorf liegt westlich der Radeščica (Krka) am Ostrand des Kočevski Rog.
Der Name der Ortschaft wurde 1953 von Suhor in Suhor pri Dolenjskih Toplicah geändert.